# Junus-bek Bamatgireevič Evkurov
Junus-Bek Bamatgireevič Evkurov (in russo Юнус-Бек Баматгиреевич Евкуров?; in inguscio Евкурнаькъан Баматгире Юнус-Бик?; Tarskoe, 23 luglio 1963) è un politico e generale russo di etnia inguscia, ex presidente della Repubblica d'Inguscezia nella Federazione Russa.
È stato nominato Vice Ministro della Difesa dal Presidente Putin l'8 luglio 2019.

## Biografia
Nato il 23 luglio 1963 a Tarskoe nel Distretto di Prigorodnyj, RSSA Osseta, da una famiglia contadina inguscia. Sia suo padre che sua madre furono deportati in Kazakistan, dove si sposarono per poi tornare nel Caucaso. In un'intervista disse che la sua famiglia, composta da dodici fratelli, non era cresciuta in estrema povertà ma che lui dovette rinunciare a molte cose. Ha passato la sua adolescenza nella città di Malgobek dove risiede la sua famiglia estesa (teip).

## Carriera militare
Arruolato nell'Marina militare sovietica  nel 1982, Evrukov fece parte del corpo di fanteria marina della Flotta del Pacifico. Dal 1989 ha comandato un plotone e una compagnia del 350º Reggimento della 103ª Divisione aviotrasportata delle guardie (oggi 103ª Brigata delle forze speciali bielorusse). Nel 1990 ha partecipato alla protezione del confine sovietico-iraniano nella RSS Azera. 
Ha preso parte attiva alle operazioni antiterrorismo nella regione del Caucaso settentrionale, diventando capo dell'intelligence, e in seguito capo di stato maggiore, del 217º Reggimento della 98ª Divisione aviotrasportata delle guardie.
Nel 1997 si è diplomato all'Accademia militare "M.V. Frunze".
Nel 1999, durante la guerra del Kosovo, guidò un'unità di paracadutisti russi che occupò l'aeroporto internazionale di Pristina. Per la sua partecipazione all'operazione di Pristina il 13 aprile 2000, Eevkurov è stato insignito della stella d'oro del titolo di Eroe della Federazione Russa.
Dal 2004 al 2008 è stato capo dell'intelligence e vice capo di stato maggiore del Distretto militare Volga-Urali di stanza a Ekaterinburg (oggi parte del Distretto militare centrale).

## Carriera politica
Il 30 ottobre 2008 il presidente Medvedev lo ha designato presidente ad interim della Inguscezia; il giorno successivo il parlamento di Magas ha votato in favore alla nomina di Evrukov, facendolo divenire il 3º presidente della Repubblica d'Inguscezia.
Egli sostituisce Murat Zjazikov, in carica dal maggio 2002.

### Attentato
Il 22 giugno 2009 è scampato ad un'autobomba esplosa al passaggio del suo corteo automobilistico. Dopo due settimane di coma ha ripreso coscienza, ma è stato temporaneamente sostituito nella funzione presidenziale dal primo ministro per poter proseguire la degenza ospedaliera dovuta alle ferite riportate, accusando poco dopo gli americani, Israele e l'Inghilterra di aver destabilizzato il Caucaso.
L'attentato ha fatto seguito ad altri attacchi contro funzionari della repubblica avvenuti nel giugno 2009. Il 10 giugno il vice capo della giustizia della Corte suprema dell'Inguscezia, Aza Gazgireeva, è stata uccisa a Nazran' poco dopo aver lasciato i suoi figli a scuola, e il 13 giugno l'ex vice primo ministro, Bašir Aušev, è stato ucciso a colpi d'arma da fuoco davanti a casa sua.
Il 9 luglio il ministero dell'interno dell'Inguscezia ha annunciato l'arresto di diversi sospetti, tra cui il comandante dei ribelli ceceni Rustaman Machauri, presumibilmente coinvolto nell'attacco a Evkurov.

### Vice-ministro della Difesa
Evkurov è stato nominato viceministro della difesa con decreto del presidente Vladimir Putin l'8 luglio 2019, e promosso anche al grado di tenente generale. L'8 dicembre 2021 è stato ulteriormente promosso al grado di colonnello generale.
Durante l'ammutinamento del gruppo Wagner del 2023, Evkurov si trovava a Rostov sul Don quando le forze di Evgenij Prigožin raggiunsero la città. Successivamente, Prigožin ha pubblicato un video su Telegram in cui incontrava Evkurov e il vice capo di stato maggiore Vladimir Alekseev e criticava le azioni della leadership militare russa.
Nell'agosto 2024, con la creazione del consiglio di sicurezza delle regioni di confine, Evkurov è stato nominato vice direttore. Nel dicembre dello stesso anno è stato promosso a generale d'armata.

## Sanzioni
Evkurov è stato sanzionato e sottoposto a misure restrittive da vari paesi, tra cui Stati Uniti, Unione Europea, Regno Unito, Nuova Zelanda, Canada, Ucraina, Australia e Giappone.

## Vita personale
Evkurov ha sposato Mareta Evkurova il 23 dicembre 2007. Sono genitori di cinque figli. Il loro primo figlio è nato il 1º novembre 2008. Suo nipote, capitano Adam Chamchoev, comandante di una compagnia d'assalto aereo, è deceduto il 21 maggio 2022 durante l'invasione russa dell'Ucraina del 2022.